# Cuencas Mineras (Asturias)

Concejos de los valles del Nalón y Caudal

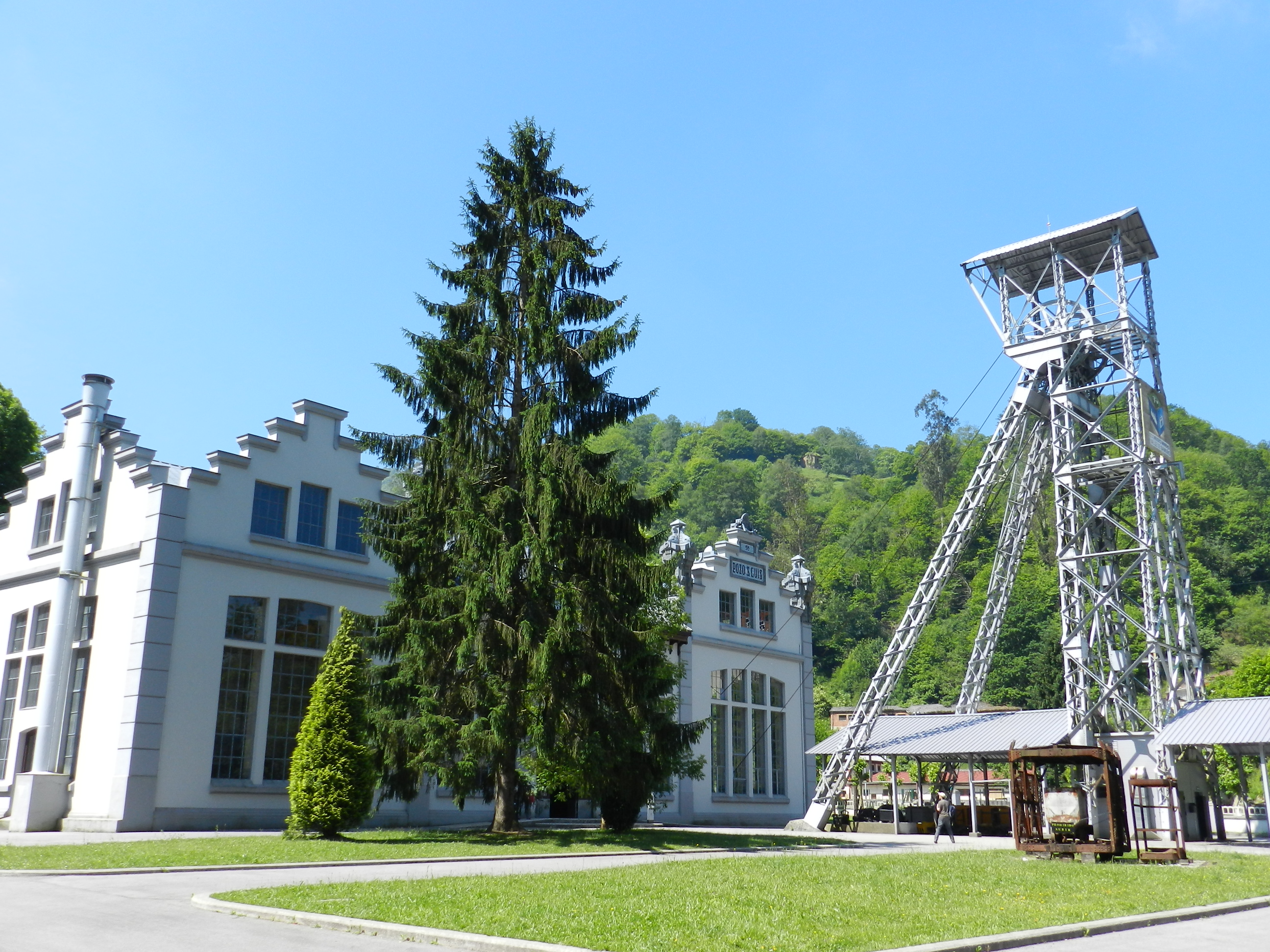
Antiguo Pozo San Luis, hoy Ecomuseo minero del Valle de Samuño

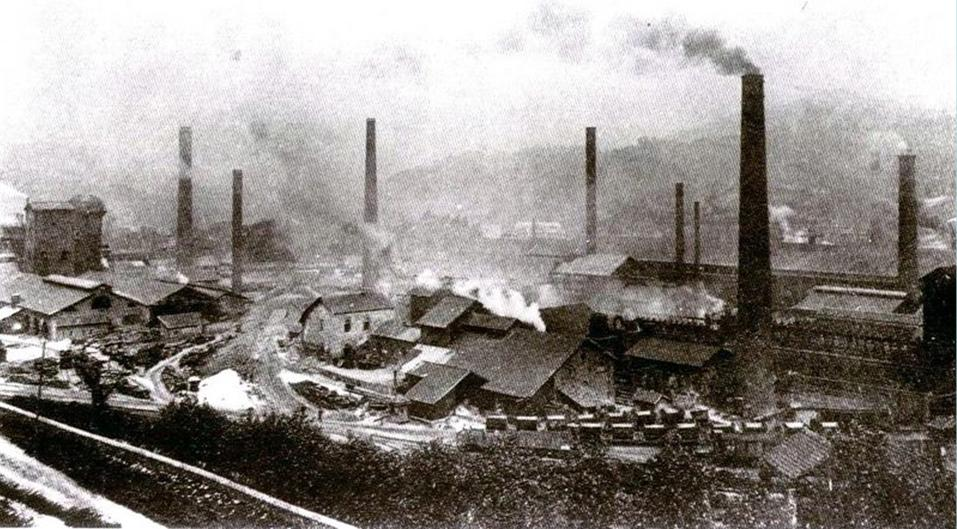
La empresa minera y siderúrgica Duro Felguera en los años 20

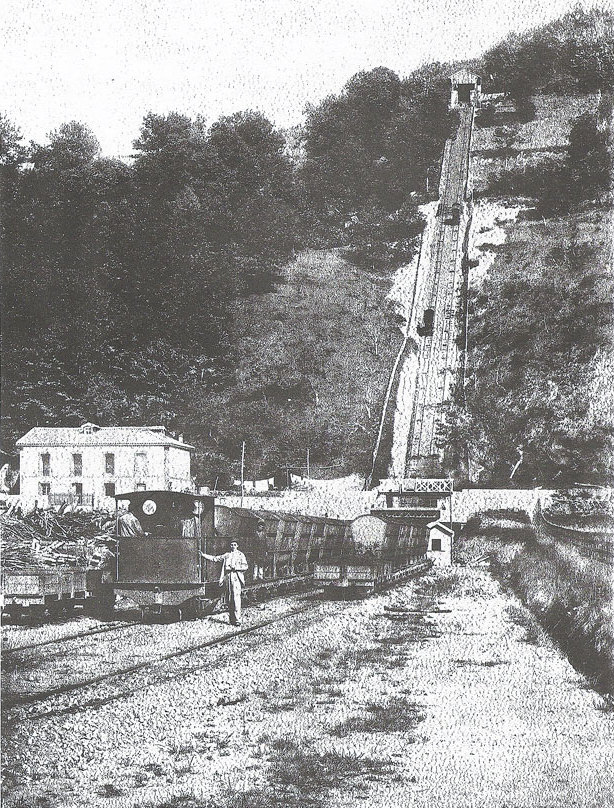
Plano inclinado en la minería de montaña

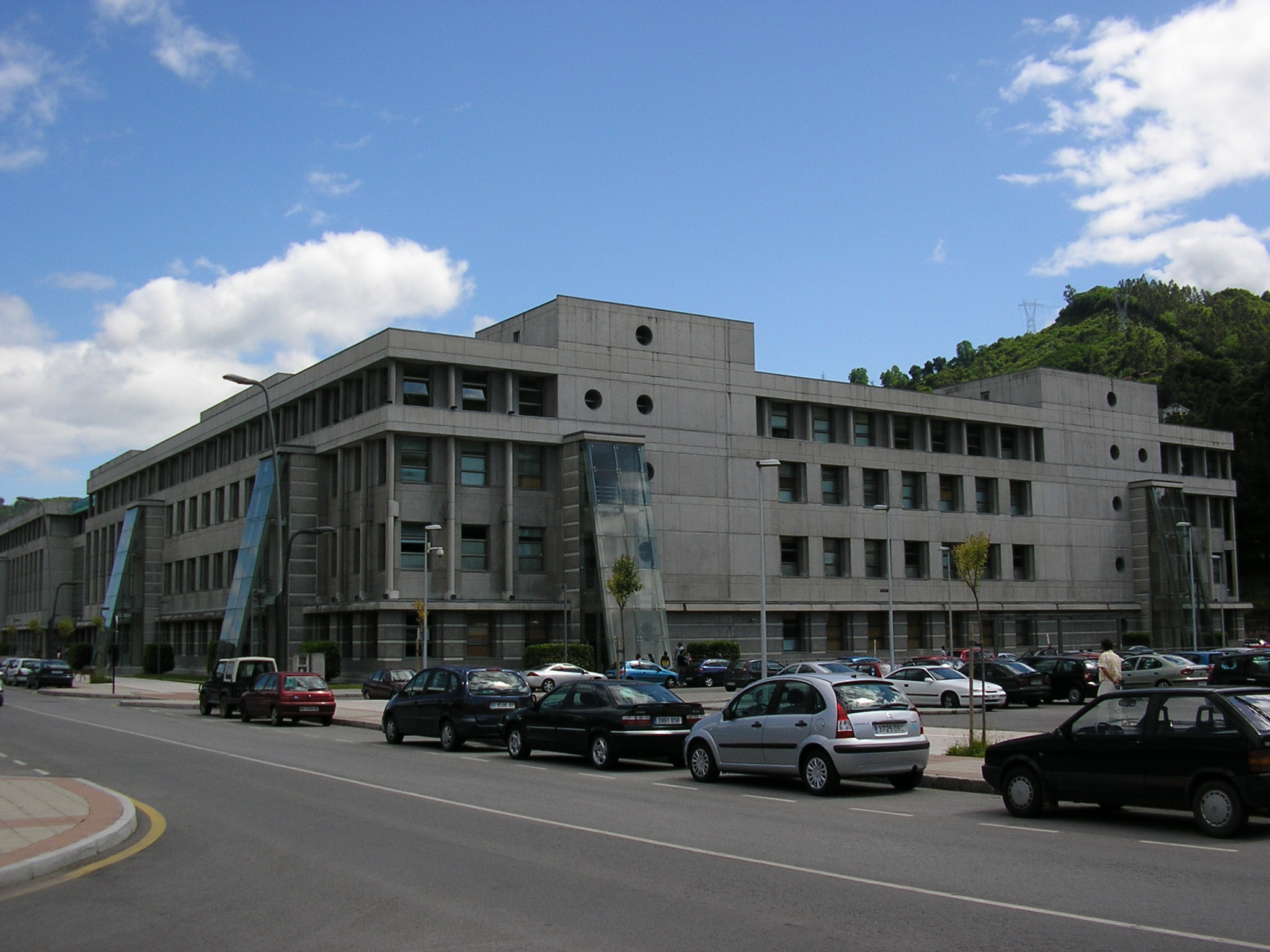
Universidad de Oviedo, Campus de Mieres.

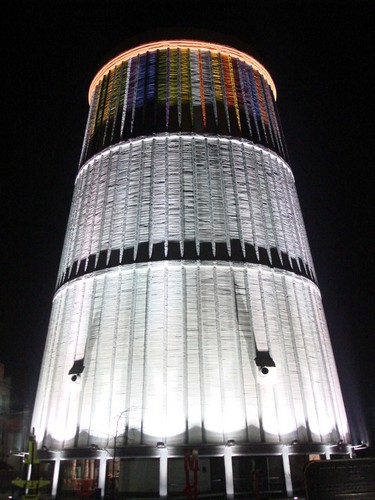
Museo de la Siderurgia de Asturias, en La Felguera.

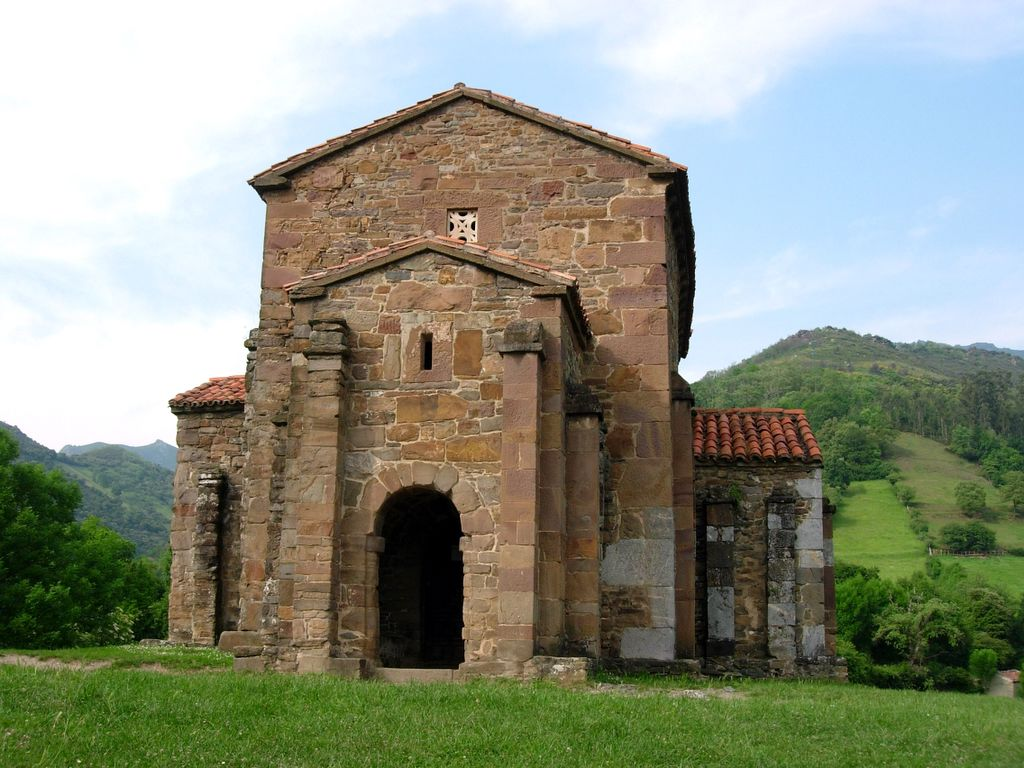
Templo prerrománico de Santa Cristina de Lena.

Cuencas Mineras es el nombre con el que se conoce tradicionalmente al territorio histórico situado en la Cuenca Hullera Central del Principado de Asturias. Se corresponden con una de las zonas de más fuerte industrialización de España, especialmente vinculada al carbón y la siderurgia.
Aunque oficialmente se consideran concejos mineros, de diferente categoría, más de 20 municipios asturianos, popularmente se designa así a los municipios que integran las dos comarcas más directamente vinculadas al carbón y que han ejercido mayor importancia histórica en materia económica, social y cultural, siendo estos los del Valle del Caudal (Mieres, Lena, Aller, Ribera de Arriba, Morcín y Riosa) y los del Valle del Nalón (Langreo, San Martín del Rey Aurelio y Laviana).

## Descripción

### Localización
Las Cuencas Mineras asturianas se localizan en los dos valles centrales que unen la Cordillera Cantábrica con la meseta central asturiana donde se sitúa Oviedo. Estos son los valles de los ríos Nalón y Caudal, así como sus afluentes (principalmente los ríos Aller, Candín y Samuño). Sin embargo existen poblaciones que, estando administrativamente ya en otros municipios, han formado económica y socialmente parte de este territorio (principalmente zonas de Oviedo y Siero, donde también se explotó carbón). Por otro lado algunos municipios de la comarca del valle del Nalón, como Caso y Sobrescobio, mantuvieron una actividad económica muy poco vinculada a la industria y sin grandes núcleos urbanos.

### Industrialización
A finales del siglo XVIII comienzan a conocerse de forma científica las propiedades del carbón de hulla de estos valles estudiadas por, entre otros, Jovellanos. Según numerosos testimonios el carbón se empleaba para calentar los hogares de esta zona desde la Edad Media, no siendo hasta el año 1787 cuando Antonio Carreño y Cañedo informa sobre un incendio "que no se extinguía" y que había presenciado su abuelo en Carbayín (debido en realidad a la proximidad de una veta subterránea de carbón).
La explotación sistemática no llegaría hasta el siglo XIX con diversas leyes estatales y políticas encaminadas a tal fin. Hasta mediados de siglo, la explotación se hacía en yacimiento a flor de tierra o en bocaminas y chamizos de escaso tamaño. A mediados de 1848 se pone en marcha el alto horno de la Asturian Mining Company en Ablaña (para dar paso más tarde a la Fábrica de Mieres) y unos años más tarde se funda la Siderúrgica de La Felguera, bajo las cuales se incrementó la explotación del carbón y la expansión de numerosas industrias secundarias, tales como químicas, metalúrgicas, maquinaria, alimentarias, cerámicas, energéticas, etc. Menor importancia tuvo la explotación de otros yacimientos como el de mercurio.
En 1854 se inaugura el Ferrocarril de Langreo, tercero en entrar en funcionamiento en la península, que dos años más tarde unió la Cuenca del Nalón con el puerto de Gijón. Poco después se construyeron más líneas ferroviarias uniendo también el Caudal con la costa y la meseta, y al Nalón con Oviedo, a la vez que se construían diferentes ferrocarriles mineros que atravesaban los valles cargando mineral, tejiendo un mapa de cientos de kilómetros de vías. A lo largo de todo el siglo XIX nacieron numerosas empresas mineras, alguna de ellas de capital extranjero. Las más destacadas fueron Carbones Santa Ana, Carbones de Langreo y Siero, Duro Felguera, Hulleras de Turón o Felgueroso Hermanos. Durante la Primera Guerra Mundial fue muy significativo el incremento de las toneladas extraídas en estos dos valles debido a la neutralidad de España en la contienda, significando la mayor parte del carbón que se explotaba en toda España. Fue en este momento cuando se comienzan a profundizar los pozos verticales en detrimento de la minería de montaña, lo que da lugar a la reconocida silueta del castillete en el paisaje. Algunas de estas minas, como María Luisa o Candín, superan los 600 metros de profundidad desde la superficie. La situación se sostuvo gracias a las políticas proteccionistas de Primo de Rivera, la Segunda República, el repunte gracias a la Segunda Guerra Mundial y la autarquía franquista, que la conformaron como la zona de mayor producción mineral de España. En paralelo, el crecimiento o consolidación de industrias secundarias, cobrando importancia la química y la producción de energía. Durante más de un siglo fueron miles las familias procedentes del resto de España las que se asentaron en las Cuencas Mineras asturianas, con especial relevancia las oleadas de inmigrantes llegados en los años 1940 y 1950 desde Andalucía, Extremadura o Galicia.
El progreso industrial de la zona se materializó en otros muchos aspectos. El crecimiento de una ingente masa obrera; la creación de asociaciones políticas, sindicales, culturales (hubo un gran número de cines, teatros, tertulias, bibliotecas y ateneos obreros en las Cuencas); el crecimiento urbano especialmente relevante en lugares como Mieres, La Felguera, Sama o El Entrego; la proliferación de escuelas religiosas, empresariales y pública; las escuelas de capataces y artes y oficios; las políticas políticas paternalistas (el paradigma de poblado obrero Bustiello entre ellos); etc. En la posguerra, las familias inmigrantes tuvieron que hacinarse en pequeñas casas e incluso ocupar hórreos, hasta la proliferación de viviendas baratas en colaboración empresa-Estado, en los años 40 y 50, conocidas popularmente en Asturias como barriadas. La lucha obrera fue significativa, desde tímidas huelgas en el siglo XIX hasta las huelgas de comienzos del XX (especialmente relevante La Huelgona de 1912), la relevancia en la Revolución de octubre de 1934 o la Huelga de 1962, la primera gran huelga durante el franquismo.

### Declive
Con la liberalización del mercado comenzó a vislumbrarse un futuro negro para estas comarcas a pesar de la creación de la empresa pública Hunosa en 1967, que nacionalizó la producción de carbón y agrupó a casi todas las empresas mineras que existían en esta zona. En la década de 1960 nacen las siderúrgicas públicas Uninsa y Ensidesa, que concentran la producción en Gijón y Avilés. En un principio adquieren los activos de las cuencas pero paulatinamente cierran y trasladan servicios a la costa en los años 70, lo que significó el inicio del cierre de decenas de talleres, factorías, el derribo de la Fábrica de Mieres y el cierre y derribo parcial de La Felguera.
La población comenzó a desplazarse en grandes cantidades también a la costa. A partir de la década de 1980 y la década de 1990 comenzaron los cierres de pozos mineros deficitarios, especialmente en esta última década, hasta el cierre de la última mina en 2019 a excepción del pozo Nicolasa, que mantiene cierta actividad extractiva. Causaron una gran conflictividad social entre sindicatos, ciudadanos y los diferentes gobiernos autonómicos y estatales. La conflictividad aminoró gracias a los diferentes planes del carbón y la concesión de prejubilaciones, a temprana edad en mucho casos. A finales de los años 90 se crearon los Fondos Mineros otorgados por el Instituto de Reestructuración del Carbón y Desarrollo Alternativo para la reestructuración de las comarcas mineras en toda España, con muchas incidencia en Asturias, y la búsqueda de un tejido económico alternativo al cierre de las industrias. Estos fondos, sin embargo, fueron gestionados con poca responsabilidad, sometidos a continuos atrasos o parones sistemáticos por parte, especialmente, del gobierno autonómico, cuando no utilizados para muchos proyectos independientes a la regeneración económica de las Cuencas Mineras. El entonces presidente del Principado Vicente Álvarez Areces anunció en la campaña electoral de 2007 la construcción de dos grandes parques tecnológicos en Las Cuencas (Figaredo en Mieres y Langreo Norte en Langreo), que no se han construido. Durante el gobierno de José Luis Rodríguez Zapatero estos fondos fueron congelados en la práctica y finalmente se firma en 2010 el cierre de la minería. En 2011 la Unión Europea dictaminó el cierre de todas las minas no rentables para 2018, estableciéndose un calendario a partir de 2013 de los siete pozos que quedaban en el Caudal y el Nalón y más tarde proyectó el final de las ayudas en 2014. Ante el comienzo de la política de recortes en la minería del Gobierno de Mariano Rajoy se produce en 2012 una gran escalada de conflictividad con el paro total en Hunosa (como en otras zonas mineras de España), el corte habitual de las vías de comunicación por carretera y ferrocarril en el Principado y choques muy violentos entre autoridades y mineros en los montes y en casco urbano, ocasionando numerosos heridos y detenidos, como ya había ocurrido a comienzos de los años 90.

### Las Cuencas
Esta comarca ha llegado a desarrollar una marcada cultura basada en la intensa actividad industrial, que se puede observar en la poesía, la canción, la literatura, etc. En ocasiones inspiradas en los accidentes mineros, el laborioso mundo obrero, el progreso industrial, el contraste con el mundo rural (que plasmó Armando Palacio Valdés en su Aldea perdida) y la lucha por derechos y mejoras en las condiciones de vida. Muy conocido en Asturias y León es el himno minero de Santa Bárbara Bendita.
Actualmente siguen contando con algunos recursos de industria pesada (Planta de Bayer, Central térmica de La Pereda y Química del Nalón), empresariales (Ciudad Tecnológica de Valnalón), turísticos (Museo de la Siderurgia, Museo de la Minería, Ecomuseo y Tren Minero del Valle de Samuño, Centro de Interpretación del Pozo Espinos, Centro de Interpretación de Bustiello, etc.), naturales y deportivos (parque natural de Redes -reserva de la biosfera de la Unesco-, Paisaje Protegido de las Cuencas Mineras, Fuentes de Invierno) y artísticos (Prerrománico, Arte medieval, Patrimonio industrial y urbano), además de romerías tradicionales y festivales gastronómicos. La ininterrumpida crisis demográfica iniciada en los 70 ha aumentado significativamente en los últimos años. Las cuencas han pasado de albergar más de 220 000 vecinos en 1970 a menos de 130 000 en la actualidad.

### Localidades de las Cuencas Mineras por población

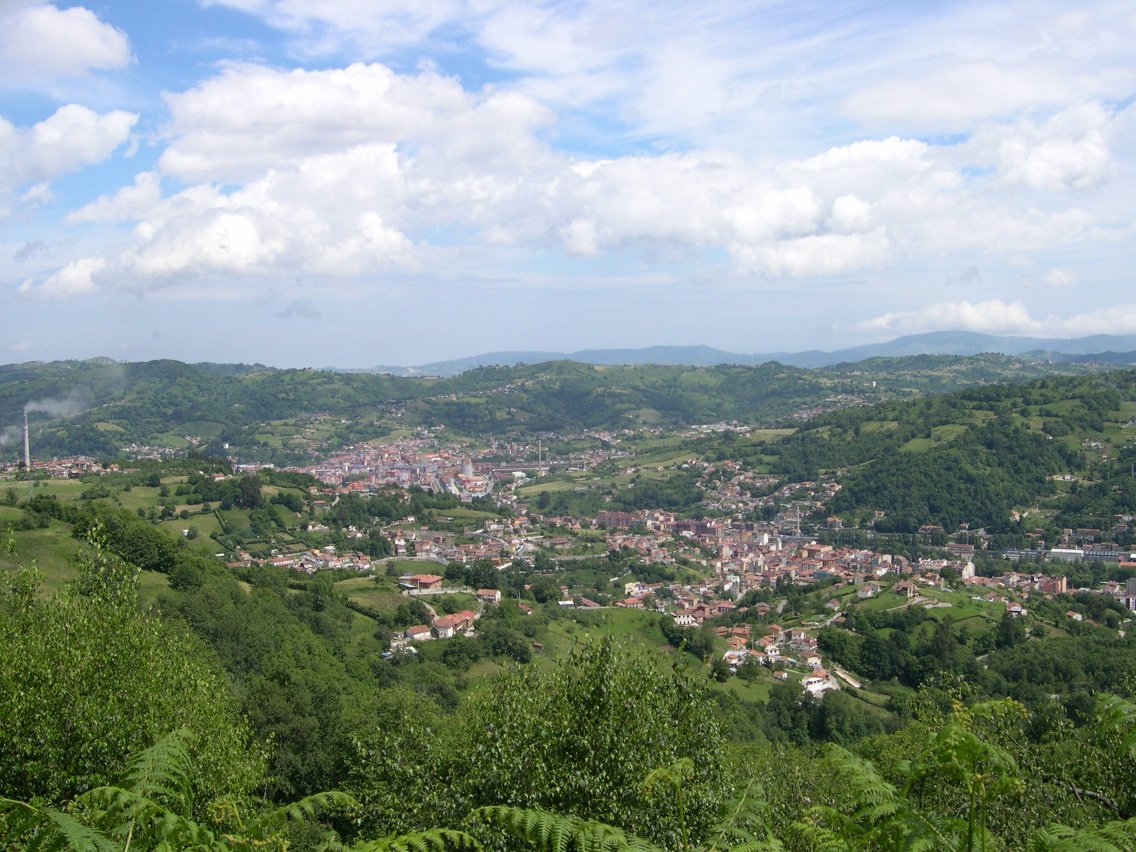
Langreo: Sama y La Felguera

- Langreo (formada La Felguera, Sama, Ciaño, Lada y Riaño)
- Mieres
- San Martín del Rey Aurelio (formada por El Entrego, Sotrondio y Blimea)
- Pola de Laviana
- Pola de Lena
- Moreda
- Turón
- Otras localidades mineras son Tuilla, La Nueva, Carrocera, Barredos, Bustiello, Rioturbio, y poblaciones situadas en otros municipios, como Tudela Veguín y Olloniego (Oviedo) y Carbayín y Lieres (Siero).

### Castilletes

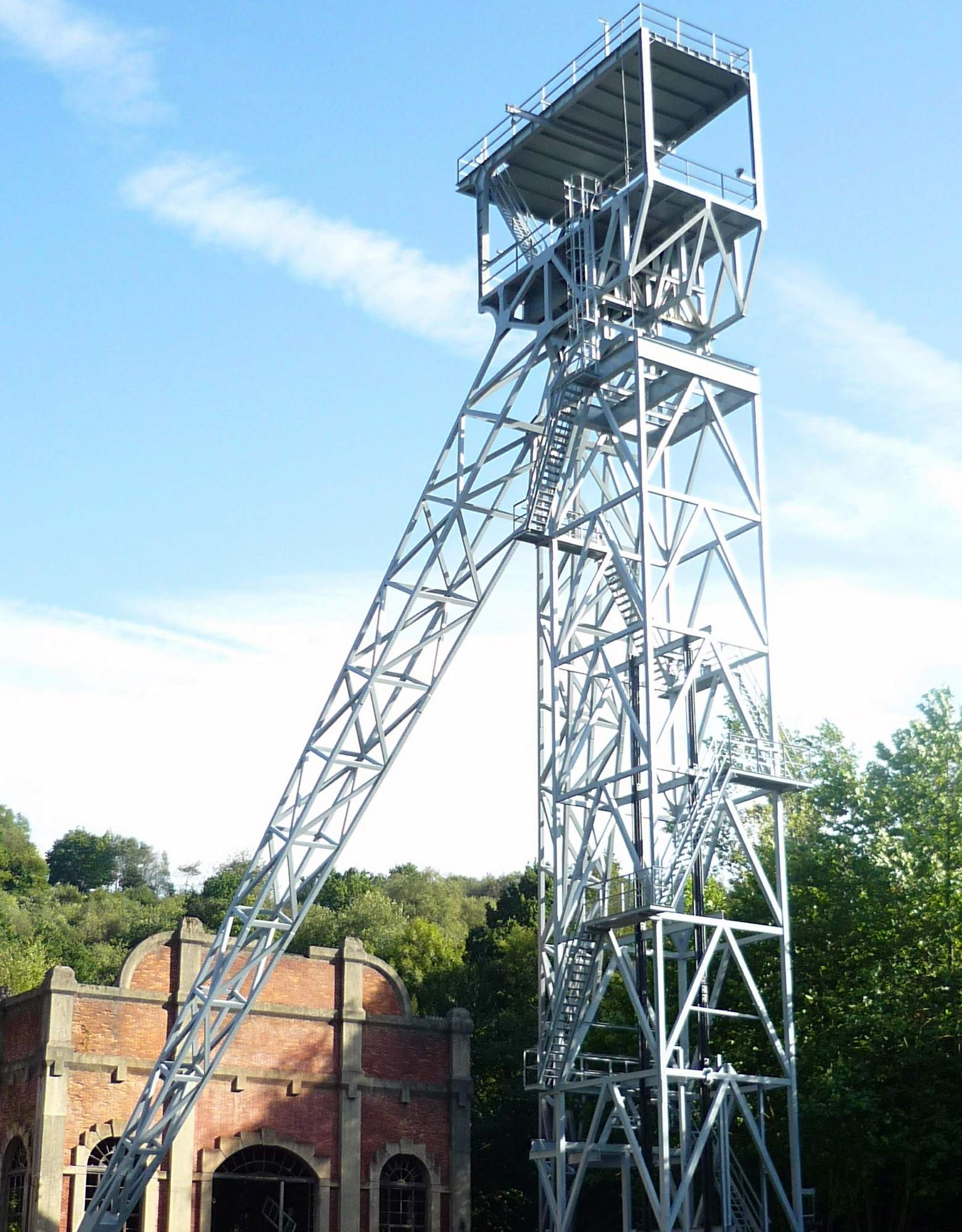
Castillete del pozo El Terrerón

A pesar de los derribos llevados a cabo en los últimos años, las cuencas conservan grandes conjuntos de patrimonio industrial (numerosas bocaminas y pequeñas minas de montaña y a cielo abierto, la Fábrica de La Felguera, la Factoría de Nitrastur, estaciones, puentes, barrios obreros, chalés de ingenieros, talleres...). Por supuesto conservan muchos de sus pozos ya cerrados, la mayoría en estado de abandono. Bajo las cuencas hay 5000 kilómetros de galerías, es decir, más kilómetros que carreteras en la superficie. Estos son los que conservan sus castilletes y torres de extracción:
- Langreo conserva ocho castilletes: Pozo Lláscares, Pozo Santa Eulalia, Pozo Fondón (uno de ellos), Pozo Modesta, Pozo Samuño, Pozo El Terrerón, Pozo San Luis, Pozo María Luisa
- Siero conserva cinco: Pozo Pumarabule (dos), Pozo Mosquitera, Pozo Lieres (dos)
- Oviedo conserva un castillete: Pozo Olloniego
- Mieres conserva quince: Pozo Barredo, Pozo Llamas, Pozo San José, Pozo Figaredo (dos), Pozo Polio (dos), Pozo El Terronal, Pozo Santa Bárbara (dos), Pozo San Nicolás, Pozo Tres Amigos (más el auxiliar San Luis), Pozo Espinos y Pozo Peña
- San Martín del Rey Aurelio conserva ocho: Pozo Entrego, Pozo Sorriego, Pozo Venturo, Pozo Cerezal, Pozo Sotón I y Sotón II, Pozo San Vicente, Pozo San Mamés
- Laviana conserva uno: Pozo Carrio
- Aller conserva cuatro: Pozo San Antonio, Pozo Santiago, Pozo San Fernando, Pozo San Jorge
- Morcín conserva uno: Pozo Montsacro